# Парафія Воздвиження Святого Хреста у Кракові (УГКЦ)
Греко-католицька парафія, яка діє у Кракові при церкві св. Норберта за адресою вул. Wisłna, 11.

## Історія парафії

### Початки греко-католицької церкви в Кракові
Початки парафії та греко-католицької церкви у Кракові тісно пов’язані з Ягеллонським університетом. Реформа системи освіти здійснена Комісією народної освіти не тільки надала церковним орденам право здійснювати освітню діяльність, але одночасно зобов’язувала їх висилати кандидатів на педагогічне навчання. Цей обов’язок стосувався і міцно латинізованого на той час ордену Василіан. У 1788 р. по касації філії монастиря бернардинців по вул. св. Яна, 6, його будівлі були передані василіанам. Це був початок української парафії у Кракові (Імовірно, третя по часу заснування (1788 р.) греко-католицька парафія за межами України після парафії святих мучеників Сергія та Вакха у Римі – 1637 р. та парафії св. Варвари в Відні – 1784 р.).
Цікаво, що з 1784 р. при Краківський академії (суч. Ягеллонському університеті) був свій греко-католицький священик, який забезпечував релігійні потреби студентів цього визнання. Втім, де відбувалися ці служби не зрозуміло.
Василіани шукали нові можливості для богослужінь. Відомо, що 23 серпня 1797 р. о. Флоріан Кудрієвич клопотав про це у влади. У 1801 р. було визначено для цього каплицю Матері Божої Болесної при костелі краківських францисканців на площі Всіх Святих (pl. Wszystkich Swietych), ,. 

### Парафія Воздвиження св. Хреста вкостелі св. Норберта

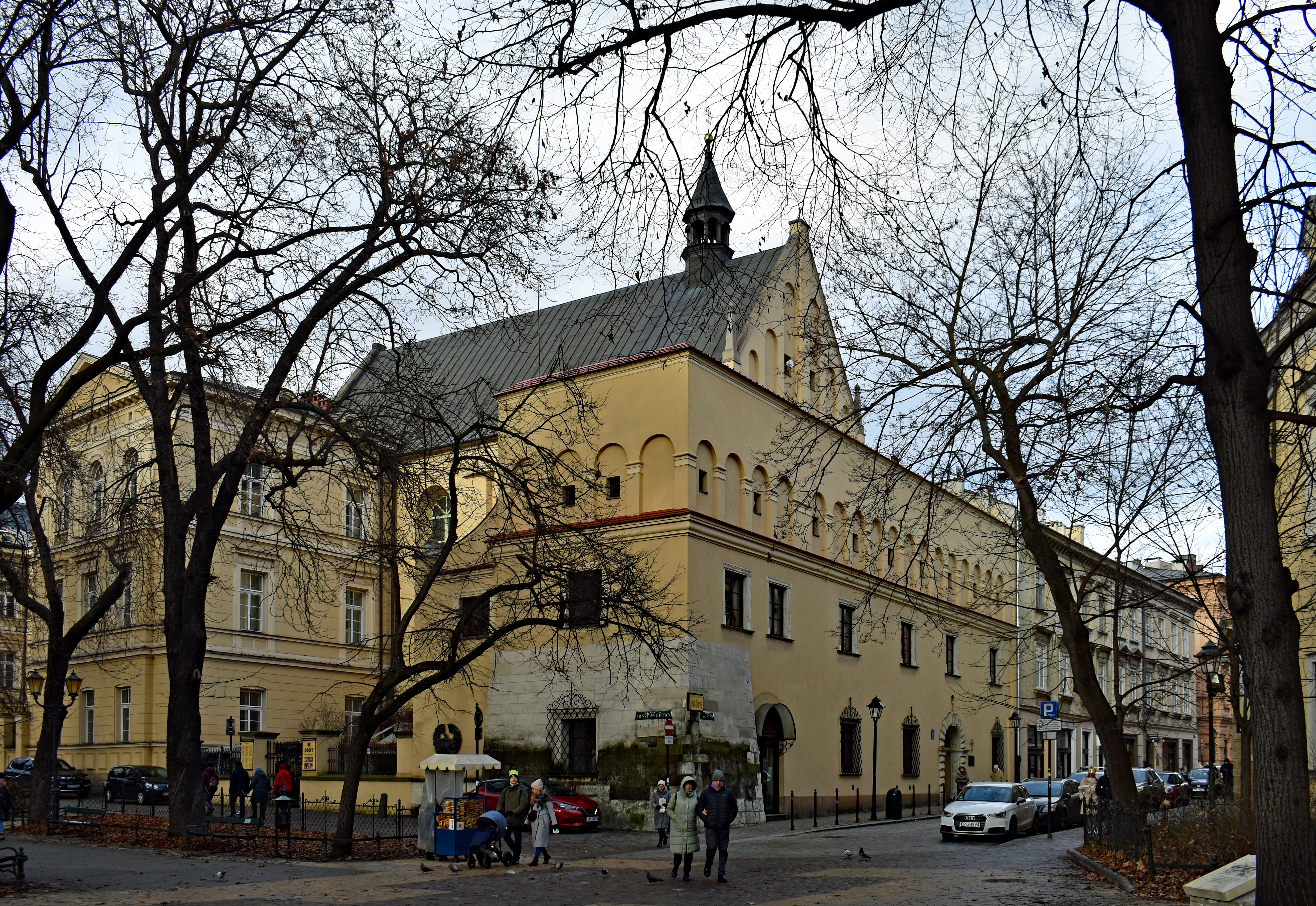
Церква Воздвиження Хреста та св. Норберта в Кракові

Творець сучасної греко-католицької парафії Воздвиження св. Хреста в костелі св. Норберта – отець Флоріан Кудревич був одним з найбільш відданих і заслужених пастирів для релігійного життя українців в Кракові, до якого прибув після навчання філософії в Умані та річному перебуванні в монастирі василіан в Почаєві. Після закінчення курсу права та теологічного навчання в 1788–1790 рр., о. Кудревич був обраний в 1802 р. Краківською академією (суч. Ягеллонський університет) викладачем Святого Письма на теологічному факультеті. За сумлінну працю отримав надвірний похвальний декрет в 1808 р, яким приймав для парафії греко-католицької церкву св. Норберта. 26 лютого 1808 р. василіанам віддано скасовану в 1802 р. філію монастиря сс. Норбертіанок з Сальватора при вул. (Брамі) Вісляній (де зараз вона і знаходиться) – храм та одноповерхову будівлю. Хоча св. Норберт не значиться в греко-католицьким календарі і церква набула з 1855 р. нової посвяти, як Хрестовоздвиженська, тим не менше церква продовжувала називатися старою назвою.
Наступником о. Кудревича, в 1834–1854 рр., був о. професор Лев Лаврисевич, який закінчив філософський та теологічний факультет Варшавського університету, а в 1823–1827 рр. виконував обов’язки віцепрокурора біля отця василіаніна Йордана Міцеквича в Римі, при костелі “della Madonna del Pascolo Rome ad Aedes Ss. Martirum Sergii et Bacchi sitae” – тобто вже згадувані церкві святих мучеників Сергія та Вакха. По кількалітній праці в якості секретаря єпископа Фердінанда Цехановського i Пилипа Шумборського стає в 1832 р. помічником о. пробоща Ф. Кудревича в Кракові, де вже в 1833 р. захищає докторську дисертацію з теології і призначається Сенатом Ягеллонського університету заступником професора новоутвореної кафедри навчання релігії, а пізніше педагогіки і грецької мови на Філософському факультеті. В 1835 р. стає професором кафедри пастирської теології, ораторського мистецтва, катехез та дидактики на тому ж філософському факультеті. В 1842 р. ухвалою сенату отримує гідність “Візитатора, який наглядає початкові і виділові школи”, а в 1843 р. рішенням Великої Ради Ягеллонського університету стає ректором університету на дворічну каденцію від 1843 р., і одночасно головою Краківського наукового товариства, статут якого готував від 1849 р. Варто наголосити, що окрім численних занять та обов’язків о. проф. Лаврисевич заангажувався в діяльність для утримання науки релігії на Релігійному факультеті Львівського університету, a в 1849 р. увійшов в склад комітету, який розробляв повний науковий план. На доручення університету був візитатором краківських початкових шкіл в 1842-43 рр. Натомість в 1842–1848 рр. проводив безкоштовні для слухачів теологічного факультету виклади з методів навчання для глухонімих, а також з думкою про допомогу в навчанні в закладах для глухонімих приготував польський переклад німецького підручника Германа Чеха. Серед написаних о. проф. Л. Лаврисевича праць в т.ч. "Історія руської церкви".

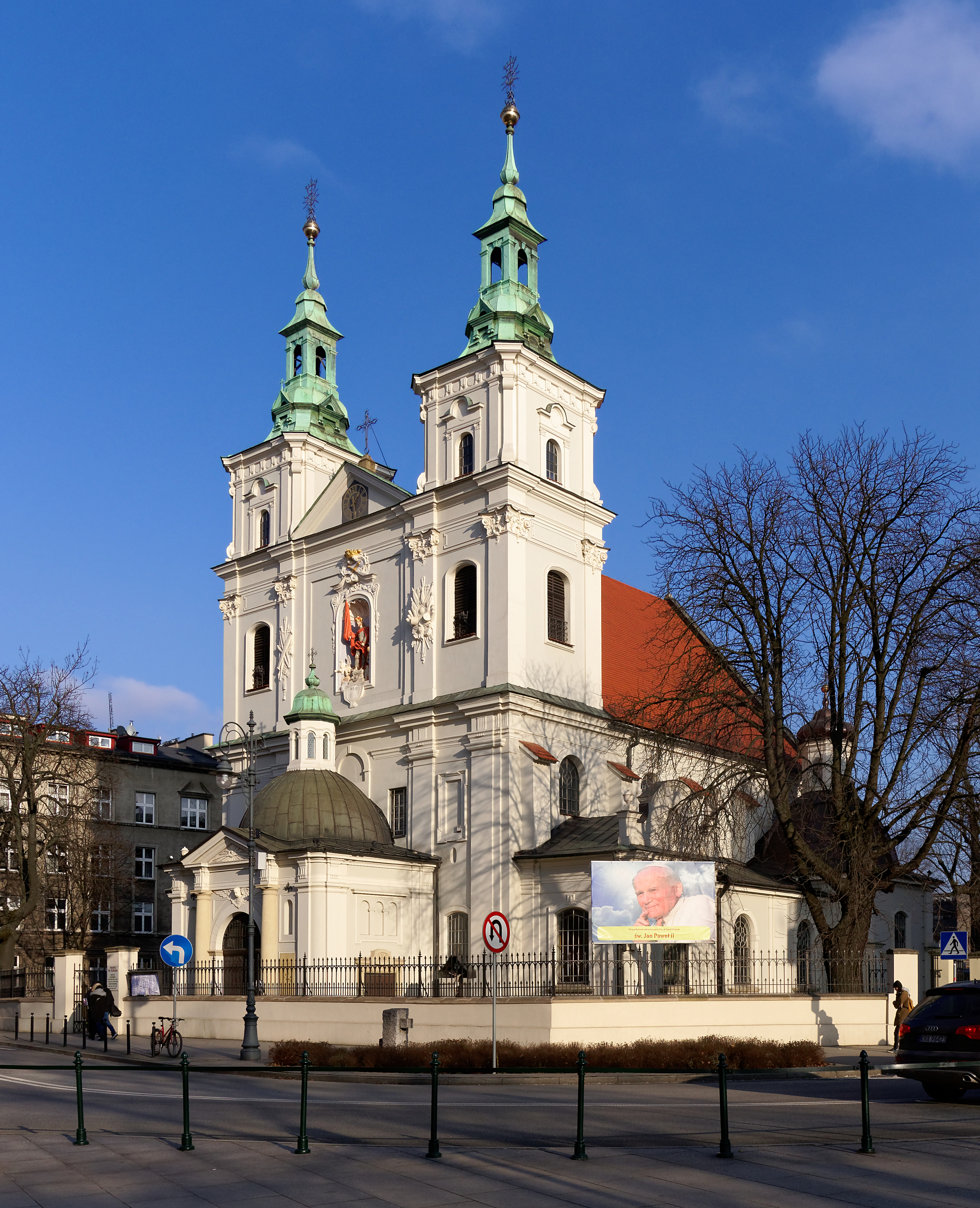
Костел св. Флоріана, де після пожежі знайшов притулок настоятель греко-католицької парафії в Кракові о. Лев Лаврисевич.

В 1850 р. з церкви св. Норберта вкрадено найцінніші літургічні і церковні предмети. А після цього вона згоріла разом з будівлею плебані, в пожежі яка поглинула 180 кам`яниць різних вулиць Кракова і 4 костели, включно з церквою св. Норберта. о. проф. Л. Лаврисевич, після знайдення прихистку у настоятеля парафії св. Флоріана о. Кароля Феліги, останні 4 роки свого життя терпляче працював на відбудові парафії. І хоча він не привів монастирський комплекс до вигляду як перед пожежею, проте відбудував дах, який було вкрито черепицею, і приміщення плебані.
Обов’язок закінчення відбудови церкви після смерті о. Лева Лаврисевича впав на о. Івана Лавровського, який приступивши до рішучої відбудови церкви, здійснив її серйозну архітектурну перебудову.
Кількість парафіян церкви св. Норберта складала в 1854 р. від 1000 до 1300 осіб, хоча були такі часи, як хоча б 1892 р. (коли на Ягеллонському університеті розпочав навчання Василь Стефаник), коли – як подає о. Іван Борсук – до церкви належало 2000 парафіян. Після відновлення церква перейшла до Перемишльської дієцезії. З 1887 р., у зв’язку із створенням студентської «академічної громади», парафія опікувалася її членами.
В 1863-1864 рр. адміністрацію парафії прийняв о. Степан Лаврисевич. Своїм головним завданням він вважав польсько-українське зближення і підкреслював, що Русь без Польщі “приречена рано чи пізно на поглинання Росією”. Політично заангажований С. Лаврисевич, брав участь в подіях 1861-1864 рр. У лютому 1861 р. він брав участь в регіональних маніфестаціях у Варшаві, Любліні, Грубешові та Холмі, де виголошував патріотичні промови в уніатських церквах та латинських костелах. Він також був серед організаторів славетної релігійно-патріотичної маніфестації під Городлом 10.10.1861 р., в річницю польсько-литовської унії, де виголосив яскраву промову що нав’язує до співпраці поляків та українців в боротьбі за визволення від загарбників. З поїздки до Києва він привіз делегацію українських земель до Варшави. Очікуючи репресій, С. Лаврисевич безпосередньо не взяв участь у січневому повстанні, a після його закінчення повернувся до Кракова. Помер в 1864 р., будучи адміністратором церкви св. Норберта, в інтер'єрі якої встановлено меморіальну дошку його пам’яті.

Після смерті о. С. Лаврисевича опіку над парафією прийняв в 1865–1866 рр. о. Микола Ливчак, який закупив для церкви хоругви: св. Кирила та Мефодія, св. Ольги та Володимира, Покрови Богородиці чи св. Миколая. Він походив з Тисової біля Перемишля. Але, маючи клопоти з керуванням парафією, вже в 1866 р. він перейшов до праці в Холмській дієцезії і отримав працю в Білій Підляській – в церкві св. Різдва Богородиці, де зберігалися реліквії св. Йосафата Кунцевича.

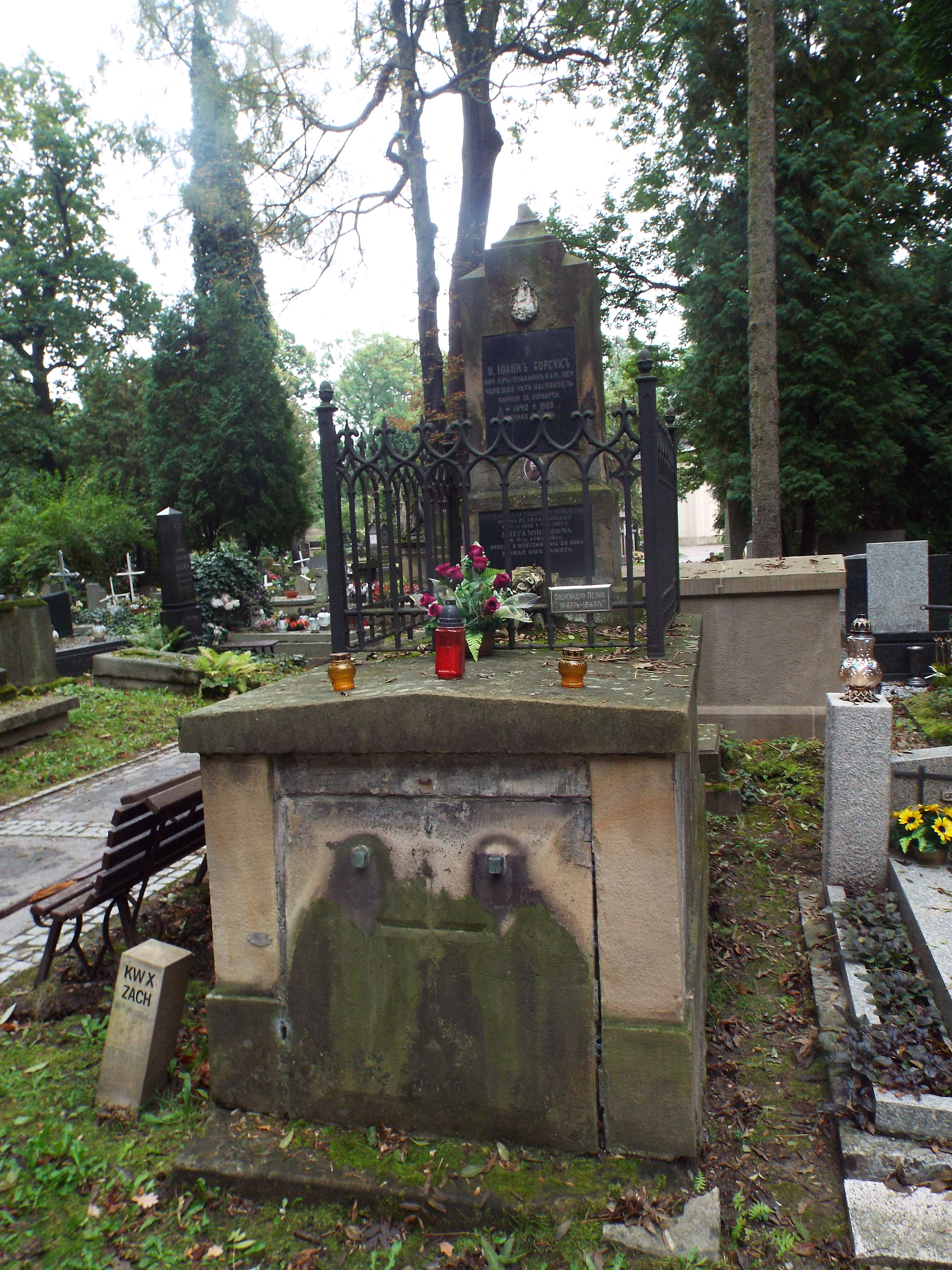
Поховання Івана Борсука (1842-1909) - настоятеля греко-католицької парафії Воздвиження у Кракові протягом 25 років, почесного крилошанина Перемишльської капітули. Раковицький цвинтар. Фото 2021 р.

В 1867–1883 рр. настоятелем в парафії св. Норберта став доктор теології та канонічного права о. проф. Йосип Черлунчакевич, який до цього був адміністратором парафії у Відні і керівником навчання в існуючій в цьому місті Центральній греко-католицькій семінарії, так званій “Barbareum”, а після цього професором догматики і заступником декана i теологічного відділу в Львівському університеті в 1861–1865 рр. звідки перейшов на кафедру догматики теологічного факультету Ягеллонського університету. Він став його піддеканом а згодом і деканом в 1868–1873 рр. о. проф. Йосип Черлунчакевич – як і його попередники в парафії сповідав Кирило-Мефодієвську традицію, про що свідчать його старання, щоб розмістити в дверях церкви св. Норберта постаті солунських братів.
Впродовж 26 років (1883–1909) адміністратором, а від 1888 р. і пробощем греко-католицької парафії в Кракові був о. Іван Борсук, який також прислужився для розвитку парафії. Дякуючи його великій енергії та праці, церква та плебаня, які знаходилися в підупалому стані були ґрунтовно відремонтовані, а храм в інтер’єрі набув вигляду східної церкви. З метою організації цієї перебудови 24.03.1886 р. в помешканні о. Борсюка відбулася “мистецька нарада”, на якій були присутні: о. Борсук, др. Хараєвич, член парафільного комітету, др. Маріан Соколовський, професор Ягелонського університету, архітектор Тадеуш Стриєнський, а також проф. В. Лушкевич, директор Національного музею. Учасники наради вирішили, що треба покращити убоге убранство церкви, орієнтуючись на зразки руського мистецтва, зокрема виконати розписи стін в стилі каплиці св. Хреста. Останнє запропонував Сколовський, захоплений розписами каплиці. З цим всі одноголосно погодилися. Між вереснем 1884 р. та березнем 1886 р. було змінено положення головного олтаря, який був перенесений з східного боку церкви на західний. Церква хоч і була розписана скромно, проте таки преобразилася, головним чином, завдяки розкішному іконостасу збудованому архітектором П. Стриєнським та образам розміщеним у ньому, які виконав за ескізами Яна Матейка. Необхідно зазначити, що Я. Матейко був дуже прихильним до русинів-українців, і якщо міг то допомагав їм. Коли Матейко оглянув вже вставлений іконостас, той дуже сподобався майстру. Проте він звернув увагу на пусті простори для образів і одразу вирішив скомпонувати постаті святих для них.
Про особисте зацікавлення Яна Матейки долею греко-католиків свідчив факт, що в 1888 р. після закінчення іконостасу він продав виконані ним ескізи ікон, а виручені кошти передав підляським греко-католикам.

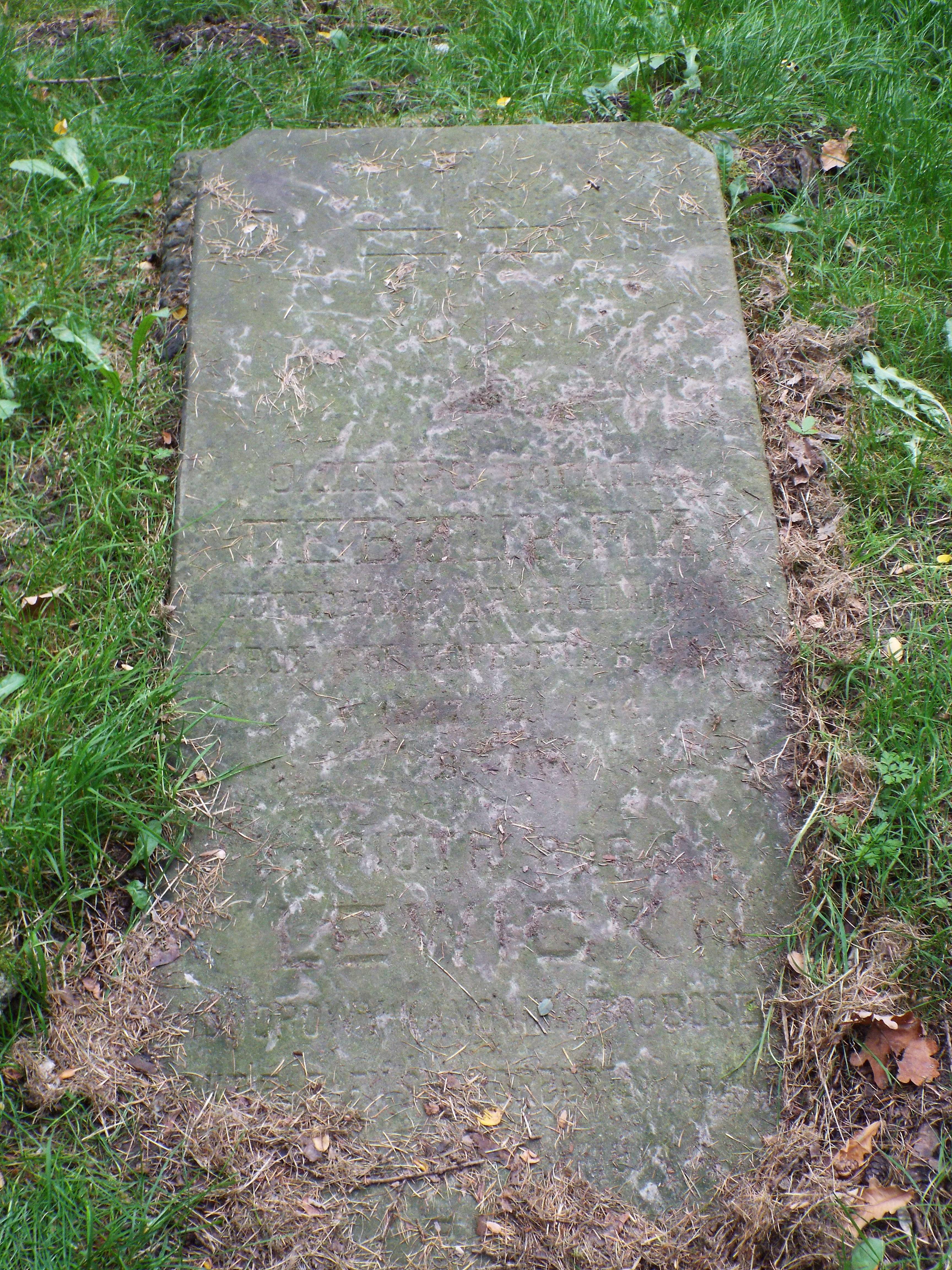
Нагробок Петра Рогали Левицького. Інскрипція: отець Петро Рогала Левицький. Почетний крилошанин. Настоятель парафії св. Норберта в Кракові. 1847-09.01.1914 р. Б.П. Раковицький цвинтар. Фото 2021 р.

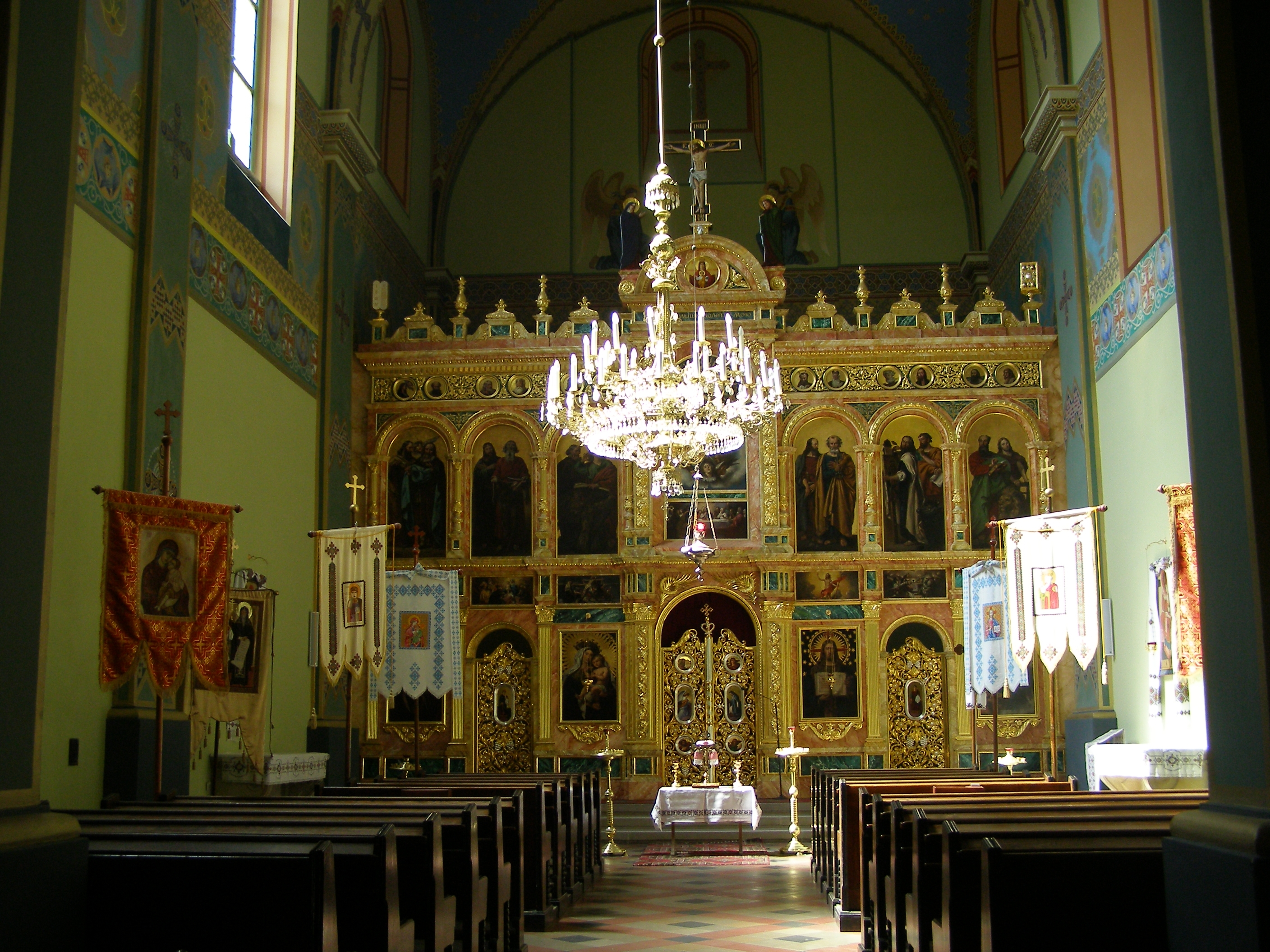
Іконостас з образами запроектвованими Яном Матейком. Церква Воздвиження, Краків

В 1888 р. лежачи в ліжку по посиленню виразкової хвороби, Я. Матейко почав малювати начерки для іконостасу церкви св. Норберта. Вже будучи здоровішим він закінчив ескізи: Христос вседержитель, Воздивження хреста з розп’ятим Христом, Привітання трьох королів, Христос з учнями в Емаус, Сходження Святого Духа, Вознесіння, зображення пророків Данила, Ісайї та Мойсея, Богородиці, апостолів та євангелістів. Малюючи, він старався надати своїм ескізам подібності до церковних розписів, проте візантійська стилізація та статичність були йому чужими. Через це в деяких зображеннях перемогла індивідуальність автора – з’явилися динамічні постаті, типові для Матейка. Перш за все це відноситься до сцени сходження Святого Благовіщеня, Христа з учнями та постаті пророків. На підставі ескізів Матейка образи для іконостасу намалював його учень Владислав Россовський. Матейко відвідав церкву після закінчення робіт і був дуже задоволений роботою.
Під час гітлерівської окупації Кракова діючою українською парафією у Кракові залишилася греко-католицька парафія св. Норберта, якою весь час окупації завідував отець-доктор Павло Хрущ. Парафія знаходилася у віданні Перемишльського єпископа.
Отець Хрущ підтримував релігійні організації світських греко-католицьких осіб, а також церковний хор, про що інформував своїх читачів український релігійний місячник «Місіонар» . У церкві св. Норберта в кінці серпня 1940 р. взяв шлюб з Марією Возняк Василь Бандера — брат провідника ОУН(б). Того ж 1940 р. тут одружився з Ярославою Опарівською і сам Степан Бандера. Службу служив той же Павло Хрущ.